# Selkirkiella wellingtoni
Selkirkiella wellingtoni là một loài nhện trong họ Theridiidae.
Loài này thuộc chi Selkirkiella. Selkirkiella wellingtoni được Herbert Walter Levi miêu tả năm 1967.